# Lope Garcés Peregrino
Lope Garcés el Peregrino o Lope I de Alagón (? - 1133) fue el primer señor de Alagón.

## Biografía
Fue ayo del infante Alfonso Sánchez de Aragón, futuro Alfonso I "el Batallador". En diciembre de 1119 el ya rey Alfonso I de Aragón conquistó la villa de Alagón, que fue dada en tenencia a Lope Garcés "el Peregrino" en recompensa a los servicios prestados junto a Pedrola. A su muerte, el 1133, sus posesiones se repartieron entre sus hijas Toda y Ximena.

## Nupcias y descendencia
Se casó con María de Pallars Sobirá, hija de Artal I de Pallars Sobirá. De este matrimonio nació:
- Toda López, casada con Rodrigo de Azagra
- Ximena López de Alagón, señora de Alagón, casada con Gonzalo Pérez